# 原田隆之
原田 隆之（はらだ たかゆき、1964年 - ）は、日本の心理学者、保健学博士。筑波大学心理学域教授、公認心理師、臨床心理士。エビデンスに基づく依存症の臨床と理解と犯罪や社会問題の分析と治療をテーマとして活動している。

## 経歴
徳島県徳島市出身。1988年一橋大学社会学部（社会精神病理学）卒業、1990年同大学院社会学研究科（社会精神病理学）博士前期課程修了、1991年同博士後期課程中退、法務省に入省する。2000年カリフォルニア州立大学ロサンゼルス校心理学研究科修士課程修了。2017年東京大学大学院医学系研究科でPhD（博士（保健学））を取得する。
1991年法務省矯正局専門官となり、1997年臨床心理士資格を取得する。2000年国連薬物犯罪事務所（ウィーン本部）アソシエート・エキスパート（AE）、2002年法務省東京矯正管区東京拘置所分類部上席統括矯正処遇官、2005年法務省矯正局法務専門官。
2008年目白大学人間学部心理カウンセリング学科准教授、2011年東京都医学総合研究所客員研究員、2011年東京大学大学院医学系研究科客員研究員、2016年目白大学心理カウンセリング学科教授、2017年筑波大学人間系心理学域教授、2020年東京大学大学院教育学研究科客員教授。原田の専門は臨床心理学、犯罪心理学。
所属事務所は青山shin office（青山shin 合同会社）。

## 著書

### 単著
- 『認知行動療法・禁煙ワークブック Re-Freshプログラム』金剛出版、2014年4月。ISBN 978-4-7724-1365-7。[2]
- 『入門 犯罪心理学』筑摩書房〈ちくま新書〉、2015年3月。ISBN 978-4-480-06824-8。[2]
- 『心理職のためのエビデンス・ベイスト・プラクティス入門』金剛出版、2015年12月。ISBN 978-4-7724-1461-6。[2]
- 『サイコパスの真実』筑摩書房〈ちくま新書〉、2018年4月。ISBN 978-4-480-07137-8。[2]
- 『痴漢外来 性犯罪と闘う科学』筑摩書房〈ちくま新書〉、2019年10月。ISBN 978-4-480-07256-6。
- 『あなたもきっと依存症 「快と不安」の病』文藝春秋〈文春新書〉、2021年3月。ISBN 978-4-16-661304-5。

### 共著
- 『公認心理師のための「基礎科目」講義』下山晴彦(監修)、北大路書房〈臨床心理フロンティア〉、2020年2月。ISBN 978-4-7628-3097-6。
- 『公認心理師ベーシック講座 健康・医療心理学』講談社、2021年3月。ISBN 978-4-06-522377-2。

### 翻訳
- D・J・トーガーソン、C・J・トーガーソン 著、原田隆之(監訳)、大島巌(監訳)、津富宏(監訳)、上別府圭子(監訳) 訳『ランダム化比較試験(RCT)の設計』日本評論社、2010年9月。ISBN 978-4-535-58577-5。
- G・アラン・マーラット、デニス・M・ドノバン『リラプス・プリベンション 依存症の新しい治療』日本評論社、2011年8月。ISBN 978-4-535-98345-8。[2]
- ナムラタ・レイルー、ティアン・ポー・ウィー 著、原田隆之(監訳)、神村栄一(訳)、横光健吾(訳)、野村和孝(訳) 訳『ギャンブル依存のための認知行動療法ワークブック』金剛出版、2015年7月。ISBN 978-4-7724-1436-4。
- ジェームズ・ボンタ、D・A・アンドリュース『犯罪行動の心理学』北大路書房、2018年12月。ISBN 978-4-7628-3046-4。

### 編集
- 堀口康太、田附あえか『子どもを虐待から守る科学 アセスメントとケアのエビデンス』金剛出版、2020年10月。ISBN 978-4-7724-1783-9。